# Cratere Lange
Lange  è un cratere sulla superficie di Mercurio.